# Episodi di It's a Man's World
La prima e unica stagione della serie televisiva It's a Man's World è andata in onda negli Stati Uniti dal 17 settembre 1962 al 28 gennaio 1963 sulla NBC.
| nº | Titolo originale                         | Prima TV USA      |
| -- | ---------------------------------------- | ----------------- |
| 1  | Four to Go                               | 17 settembre 1962 |
| 2  | Stir Crazy                               | 24 settembre 1962 |
| 3  | Molly Pitcher and the Green Eyed Monster | 1º ottobre 1962   |
| 4  | Winning His Way                          | 8 ottobre 1962    |
| 5  | Drive Over to Exeter                     | 22 ottobre 1962   |
| 6  | The Beavers and the Otters               | 29 ottobre 1962   |
| 7  | Howie's Adventure                        | 5 novembre 1962   |
| 8  | The Bravest Man in Cordella              | 12 novembre 1962  |
| 9  | The Man on the Second Floor              | 19 novembre 1962  |
| 10 | I Count My Life in Coffee Cups           | 26 novembre 1962  |
| 11 | Chicago Gains a Number                   | 3 dicembre 1962   |
| 12 | The Macauley Profile                     | 10 dicembre 1962  |
| 13 | The Long Short Cut                       | 17 dicembre 1962  |
| 14 | The Long Way Around                      | 24 dicembre 1962  |
| 15 | Night Beat of the Tom-Tom                | 31 dicembre 1962  |
| 16 | Hour of Truth                            | 7 gennaio 1963    |
| 17 | The Unbalanced Line                      | 14 gennaio 1963   |
| 18 | Mutiny on the Elephant                   | 21 gennaio 1963   |
| 19 | Winter Story                             | 28 gennaio 1963   |

## Four to Go
- Prima televisiva: 17 settembre 1962

### Trama
- Guest star:

## Stir Crazy
- Prima televisiva: 24 settembre 1962

### Trama
- Guest star:

## Molly Pitcher and the Green Eyed Monster
- Prima televisiva: 1º ottobre 1962

### Trama
- Guest star:

## Winning His Way
- Prima televisiva: 8 ottobre 1962

### Trama
- Guest star: Don Voyne (Willis Tucker), Tom Lowell (Ned Dangler), Michael Garrett (Murray Tanner), Tim Graham (Mr. Tucker), Robert P. Lieb (Mr. Meredith), Dave Weaver (pittore)

## Drive Over to Exeter
- Prima televisiva: 22 ottobre 1962

### Trama
- Guest star: Max Baer, Hope Summers, George Taylor

## The Beavers and the Otters
- Prima televisiva: 29 ottobre 1962

### Trama
- Guest star: Sally Mills (Helen), Amzie Strickland (Mrs. Hoff)

## Howie's Adventure
- Prima televisiva: 5 novembre 1962

### Trama
- Guest star: Paul Trinka (conducente), Hal Torey (Mr. Grouse), Kathy Birch (Sue), Mary Carver (Mrs. Stevenson), Dennis Cross (Mr. Stevenson), Kathe Green (Nan), Doris Karnes (Pauline), Suzanne Noel (Lorrie), Kay Parker (Didi), Jeane Wood (Mrs. Grouse)

## The Bravest Man in Cordella
- Prima televisiva: 12 novembre 1962

### Trama
- Guest star: Dawn Wells (Molly)

## The Man on the Second Floor
- Prima televisiva: 19 novembre 1962

### Trama
- Guest star: Dan Sheridan, Charles Thompson

## I Count My Life in Coffee Cups
- Prima televisiva: 26 novembre 1962

### Trama
- Guest star: Diane Sayer (Jeri Spencer), Arch Whiting (Skip)

## Chicago Gains a Number
- Prima televisiva: 3 dicembre 1962

### Trama
- Guest star: Dawn Wells

## The Macauley Profile
- Prima televisiva: 10 dicembre 1962

### Trama
- Guest star: Lenore Kingston (Mrs. Davis)

## The Long Short Cut
- Prima televisiva: 17 dicembre 1962

### Trama
- Guest star:

## The Long Way Around
- Prima televisiva: 24 dicembre 1962

### Trama
- Guest star: Bernadette Withers (Ina Babcock), Joan Tewkesbury (Mrs. Belknap), Michael Agate (ragazzo), John Halferty (Richie Masters), Gil Perkins (poliziotto), Judy Thompson (Marilyn Feeney)

## Night Beat of the Tom-Tom
- Prima televisiva: 31 dicembre 1962

### Trama
- Guest star:

## Hour of Truth
- Prima televisiva: 7 gennaio 1963

### Trama
- Guest star: Lory Patrick (Pat Barber), Joan Tewkesbury (Mrs. Belknap)

## The Unbalanced Line
- Prima televisiva: 14 gennaio 1963

### Trama
- Guest star:

## Mutiny on the Elephant
- Prima televisiva: 21 gennaio 1963

### Trama
- Guest star:

## Winter Story
- Prima televisiva: 28 gennaio 1963

### Trama
- Guest star: Diane Mountford (Cathy Brubaker)